# Stevens-Johnsonov sindrom
Stevens-Johnsonov sindrom (okrajšano SJS) je oblika toksične epidermalne nekrolize, ki je lahko smrtna in se kaže s prehladu ali gripi podobnimi prodromi ter hudo izraženimi mukokutanimi bolezenskimi spremembami. Pride do luščenja pokožnice od usnjice ter vrhnjice sluznic, sledi vdor mikroorganizmov. Gre za redko motnjo, ki jo običajno povzroči preobčutljivost za določeno zdravilo, lahko pa je vzrok tudi okužba.

## Simptomi
Stevens-Johnsonov sindrom se običajno začne z vročino in gripi podobnimi simptomi, čez nekaj dni pa se pojavijo boleče rdeče ali vijoličaste spremembe na koži, ki so podobne opeklinam ter se luščijo. Pojavljajo se mehurji na koži, tudi ob spolovilih, ter v nosu in ustih. Oči so rdeče, boleče, solzne.

## Vzroki
Stevens-Johnsonov sindrom je motnja imunskega sistema. Neustrezno imunsko reakcijo, ki vodi v Stevens-Johnsonov sindrom, lahko sprožijo določena zdravila in okužbe. Nagnjenost k pojavu Stevens-Johnsonove sindroma je povezana tudi z genetskimi dejavniki. V četrtini do polovici primerov ostane vzrok nepojasnjen.
Stevens-Johnsonov sindrom lahko povzročijo zdravila, kot so:
- zdravila za zdravljenje putike, na primer alopurinol
- protibolečinska zdravila (paracetamol, ibuprofen, naproksen ...)
- protimikrobna zdravila, na primer penicilin
- zdravila za zdravljenje krčev (antikonvulzivi) in duševnih bolezni (antipsihotiki)

Lahko ga povzročijo tudi zdravljenje z obsevanjem ter infekcijske bolezni (herpes simpleks, pasovec, pljučnica, HIV, hepatitis ...).

## Zdravljenje
Bolezen zahteva bolnišnično oskrbo. Zdravilo, za katerega obstaja sum, da je povzročilo Stevens-Johnsonov sindrom, je treba nemudoma ukiniti. Bolnike običajno zdravijo na oddelku za opekline. Bistveno je preprečevanje okužb. Če bolnik preživi, se koža samoodsebno obnovi; kožni presadki pri SJS za razliko od hudih opeklin niso potrebni. Izgubljeno tekočino in elektrolite preko prizadete kože je treba intravensko nadomeščati. Koristi uporabe kortikosteroidov niso jasne; nekateri zdravniki priporočajo njihovo uporabo v prvih nekaj dneh, drugi jo odsvetujejo, ker zaradi zaviranja imunskega sistema povečajo tveganje za okužbe. Pri pojavu okužbe se uporabljajo ustrezni antibiotiki. Uporablja se tudi intravenski humani imunoglobulin, ki pomaga preprečiti nadaljnje poškodbe kožnega tkiva.